# Drosophila alexandrei
Drosophila alexandrei este o specie de muște din genul Drosophila, familia Drosophilidae, descrisă de Cordeiro în anul 1951. Conform Catalogue of Life specia Drosophila alexandrei nu are subspecii cunoscute.